# María Vento-Kabchi
María Alejandra Vento-Kabchi (24 de mayo de 1974, Caracas, Venezuela) es una jugadora de tenis profesional de Venezuela. El 19 de julio de 2004 consiguió acceder al 26.º lugar en la clasificación mundial individual, el más alto que ha alcanzado hasta el momento.

## Trayectoria
Durante su carrera no ha ganado ningún título individual de la WTA, pero si ha conseguido 7 títulos de la ITF. Por su parte, como jugadora de dobles ha obtenido 4 títulos de la WTA y 2 de la ITF. Ha ganado un total de 1,591,803 dólares a lo largo de su carrera. En 2006 estaba situada en el puesto 133 del ranking WTA.
Su mejor puesto en un Grand Slam ha sido en el Campeonato de Wimbledon en 1997 y en el Abierto de Estados Unidos en 2005, llegando en ambos a la cuarta ronda. Su último torneo jugado fue el 16 de octubre de 2006 en Zúrich, Suiza en el cual perdió ante la ucraniana Kateryna Bondarenko. Disputó 55 partidos de la Copa Federación de los cuales ganó 35 y perdió otros 20.

## Palmarés

### Finales perdidas de la WTA
| Núm | Fecha      | Torneo                       | Superficie | Rival             | Marcador |          |
| --- | ---------- | ---------------------------- | ---------- | ----------------- | -------- | -------- |
| 1.  | 1998-01-10 | Australia Torneo de Brisbane | Dura       | Japón Ai Sugiyama | 5-7 0-6  | Detalles |

### Finales de la WTA dobles
| nr.              | datum      | Torneo                           | Superficie | Compañera                     | Rivales                                                         | Marcador    |          |
| ---------------- | ---------- | -------------------------------- | ---------- | ----------------------------- | --------------------------------------------------------------- | ----------- | -------- |
| Finales ganadas  |            |                                  |            |                               |                                                                 |             |          |
| 1.               | 2002-02-23 | Emiratos Árabes Unidos WTA Dubái | Dura       | Alemania Barbara Rittner      | Francia Sandrine Testud · Italia Roberta Vinci                  | 6-3 6-2     | Detalles |
| 2.               | 2002-09-16 | Estados Unidos WTA Hawái         | Dura       | Estados Unidos Meilen Tu      | Sudáfrica Nannie de Villiers · Kazajistán Irina Selyutina       | 1-6 6-2 6-3 | Detalles |
| 3.               | 2003-09-14 | Indonesia WTA Bali               | Dura       | Indonesia Angelique Widjaja   | Francia Émilie Loit Australia Nicole Pratt                      | 7-5 6-2     | Detalles |
| 4.               | 2005-09-25 | China WTA Pekín                  | Dura       | España Nuria Llagostera Vives | China Yan Zi China Zheng Jie                                    | 6-2 6-4     | Detalles |
| Finales perdidas |            |                                  |            |                               |                                                                 |             |          |
| 1.               | 2000-05-27 | Francia WTA Estrasburgo          | Gravilla   | Sudáfrica Kim Grant           | Canadá Sonya Jeyaseelan · Argentina Florencia Labat             | 4-6 3-6     | Detalles |
| 2.               | 2002-04-14 | Portugal WTA Estoril             | Gravilla   | Alemania Barbara Rittner      | Rusia Jelena Bovina · Hungría Zsófia Gubacsi                    | 3-6 1-6     | Detalles |
| 3.               | 2003-02-16 | Catar WTA Doha                   | Dura       | Indonesia Angelique Widjaja   | República de China Janet Lee Indonesia Wynne Prakusya           | 1-6 3-6     | Detalles |
| 4.               | 2003-08-17 | Canadá WTA Toronto               | Dura       | Indonesia Angelique Widjaja   | Rusia Svetlana Koeznetsova · Estados Unidos Martina Navrátilová | 6-3 1-6 1-6 | Detalles |
| 5.               | 2004-09-26 | China WTA Pekín                  | Dura       | Argentina Gisela Dulko        | Suiza Emmanuelle Gagliardi · Rusia Dinara Safina                | 4-6 4-6     | Detalles |
| 6.               | 2005-10-09 | Japón WTA Osaka                  | Dura       | Japón Shinobu Asagoe          | Argentina Gisela Dulko · Rusia María Kirilenko                  | 5-7 6-4 3-6 | Detalles |

## Partidos en Grand Slam

### Individual
| Año  | Abierto de Australia | Abierto de Australia             | Roland Garros | Roland Garros                 | Wimbledon | Wimbledon                        | US Open | US Open                     |
| 1992 | -                    | -                                | -             | -                             | -         | -                                | 1/64    | Francia Mary Pierce         |
| 1995 | -                    | -                                | -             | -                             | 1/64      | Francia Nathalie Tauziat         | 1/64    | Estados Unidos Lisa Raymond |
| 1996 | 1/64                 | Corea del Sur Park Sung-hee      | -             | -                             | -         | -                                | -       | -                           |
| 1997 | -                    | -                                | -             | -                             | 1/8       | República Checa Denisa Chládková | 1/32    | Tailandia T. Tanasugarn     |
| 1998 | 1/64                 | Tailandia T. Tanasugarn          | 1/64          | Francia L. Andretto           | 1/16      | Estados Unidos L. Davenport      | 1/32    | Italia Laura Golarsa        |
| 1999 | 1/64                 | Australia Nicole Pratt           | 1/64          | Canadá Jana Nejedly           | 1/32      | Rusia Anna Kournikova            | 1/64    | Italia Silvia Farina        |
| 2000 | 1/64                 | Australia Bryanne Stewart        | 1/64          | Estados Unidos Corina Morariu | 1/64      | Bélgica Els Callens              | 1/32    | Francia Nathalie Tauziat    |
| 2001 | 1/32                 | Austria Barbara Schett           | 1/64          | Francia L. Andretto           | 1/64      | Estados Unidos J. Capriati       | -       | -                           |
| 2002 | -                    | -                                | -             | -                             | 1/64      | Reino Unido Elena Baltacha       | -       | -                           |
| 2003 | -                    | -                                | -             | -                             | -         | -                                | 1/32    | Rusia E. Likhovtseva        |
| 2004 | 1/64                 | Hungría Melinda Czink            | 1/32          | Suiza Myriam Casanova         | 1/32      | Rusia Nadia Petrova              | 1/16    | Francia Amélie Mauresmo     |
| 2005 | 1/64                 | República Checa Nicole Vaidišová | 1/64          | Rusia Elena Bovina            | 1/32      | Italia Silvia Farina             | 1/8     | Bélgica Kim Clijsters       |
| 2006 | 1/64                 | Suecia Sofia Arvidsson           | 1/64          | Suecia Sofia Arvidsson        | -         | -                                | -       | -                           |

### Dobles
| Año  | Abierto de Australia        | Abierto de Australia                                    | Roland Garros               | Roland Garros                             | Wimbledon                   | Wimbledon                                                | US Open                   | US Open                                       |
| 2001 | 1/32 Argentina Mariana Díaz | Hungría P. Mandula · Austria P. Wartusch                | 1/32 · España A. Ortuno     | Zimbabue Cara Black · Rusia Likhovtseva   | 1/8 · Alemania B. Rittner   | España V. Ruano · Argentina Paola Suárez                 | -                         | -                                             |
| 2002 | -                           | -                                                       | 1/16 · Alemania B. Rittner  | Eslovenia M. Matevžič Yugoslavia D. Zarić | 1/32 · Alemania B. Rittner  | Países Bajos K. Boogert · Países Bajos M. Oremans        | 1/32 · Rusia T. Panova    | Bélgica J. Henin · España C. Martínez         |
| 2003 | 1/8 · Alemania B. Rittner   | Estados Unidos L. Davenport Estados Unidos Lisa Raymond | 1/16 Indonesia A. Widjaja   | Italia S. Farina · Italia T. Garbin       | 1/4 Indonesia A. Widjaja    | Rusia Dementieva · Rusia Krasnoroutskaïa                 | 1/4 Indonesia A. Widjaja  | Francia M. Bartoli · Suiza M. Casanova        |
| 2004 | 1/4 Indonesia A. Widjaja    | Estonia Maret Ani · República Checa L. Průšová          | 1/32 Indonesia A. Widjaja   | Eslovaquia Hantuchová · Rusia D. Safina   | 1/4 Indonesia A. Widjaja    | España V. Ruano · Argentina Paola Suárez                 | 1/32 Indonesia A. Widjaja | Francia C. Dhenin · Croacia S. Talaja         |
| 2005 | 1/16 Argentina Gisela Dulko | España A. Medina · Rusia D. Safina                      | 1/16 Argentina Gisela Dulko | España L. Domínguez · España Llagostera   | 1/32 Argentina Gisela Dulko | Estados Unidos L. Granville República de China Janet Lee | 1/32 Argentina M. Salerni | Rusia N. Petrova · Estados Unidos Shaughnessy |
| 2006 | 1/32 · España Llagostera    | Estados Unidos Lisa Raymond Australia S. Stosur         | 1/16 Argentina M. Salerni   | China Yan Zi China Zheng Jie              | 1/32 Argentina M. Salerni   | Rusia Kuznetsova · Francia A. Mauresmo                   | 1/32 · España C. Martínez | Francia M. Bartoli Israel Shahar Peer         |

### Dobles mixtos
| Año  | Abierto de Australia        | Abierto de Australia                        | Roland Garros               | Roland Garros                           | Wimbledon                   | Wimbledon                                  | US Open                     | US Open                                           |
| 2002 | -                           | -                                           | -                           | -                                       | 1/16 Argentina D. Orsanic   | Austria B. Schett · Australia Joshua Eagle | -                           | -                                                 |
| 2003 | -                           | -                                           | -                           | -                                       | 1/32 Argentina A. Schneiter | Zimbabue Cara Black Zimbabue Wayne Black   | 1/8 Argentina Mariano Hood  | Rusia Krasnoroutskaïa · Canadá D. Nestor          |
| 2004 | 1/16 Argentina Mariano Hood | Australia T. Musgrave Australia Paul Hanley | 1/16 Argentina Mariano Hood | Francia T. Golovin Francia R. Gasquet   | 1/16 Argentina Mariano Hood | Rusia A. Rodionova · Israel Andy Ram       | 1/16 Argentina Mariano Hood | Bélgica Els Callens · República Checa Martin Damm |
| 2005 | 1/8 Argentina Mariano Hood  | Australia R. Stubbs · Canadá D. Nestor      | 1/16 Argentina Mariano Hood | Francia Émilie Loit Francia J. Bachelot | 1/32 Argentina S. Prieto    | Italia Santangelo · Argentina M. García    | -                           | -                                                 |

## Partidos en los Juegos Olímpicos

### Individuales
| # | Fecha      | JJOO                            | Superficie | Resultado        | Último rival             | Marcador |            |
| - | ---------- | ------------------------------- | ---------- | ---------------- | ------------------------ | -------- | ---------- |
| 1 | 19/09/2000 | Juegos Olímpicos de Sídney 2000 | Dura       | 2.ª ronda (1/16) | Bélgica Sabine Appelmans | 6-2, 6-2 | Resultados |
| 2 | 15/08/2004 | Juegos Olímpicos de Atenas 2004 | Dura       | 2.ª ronda (1/16) | Bélgica Justine Henin    | 6-2, 6-1 | Resultados |

### Dobles
| # | Fecha      | JJOO                            | Superficie | Resultado        | Compañera                  | Último rival                                   | Marcador      |            |
| - | ---------- | ------------------------------- | ---------- | ---------------- | -------------------------- | ---------------------------------------------- | ------------- | ---------- |
| 1 | 19/09/2000 | Juegos Olímpicos de Sídney 2000 | Dura       | Cuartos de final | Venezuela Milagros Sequera | Bélgica Els Callens · Bélgica Dominique Monami | 6-4, 5-7, 6-4 | Resultados |

## Partidos de Copa Federación
| # | Fecha      | Lugar                  | Superficie | Ganador                                                            | Perdedor                                                  | Marcador      |            |
| |            |                        |            |                                                                    |                                                           |               |            |
| 1990 - Fase previa del grupo mundial - Taiwán - Venezuela - 2 : 1                                                |            |                        |            |                                                                    |                                                           |               |            |
| 1 | 21/07/1990 | Estados Unidos Atlanta | Dura       | República de China Wang Shi-Ting                                   | Venezuela María Vento-Kabchi                              | 7-5, 6-3      | Resultados |
| 1 | 21/07/1990 | Estados Unidos Atlanta | Dura       | República de China Lai Su-Lin República de China Wang Shi-Ting     | Venezuela Emily Leonardi · Venezuela María Vento-Kabchi   | 5-7, 6-2, 6-4 | Resultados |
| |            |                        |            |                                                                    |                                                           |               |            |
| 1998 - Grupo Mundial II - Bielorrusia - Venezuela - 4 : 1 Archivado el 11 de octubre de 2012 en Wayback Machine. |            |                        |            |                                                                    |                                                           |               |            |
| 2 | 25/07/1998 | Bielorrusia Minsk      | Dura       | Bielorrusia Olga Barabanschikova                                   | Venezuela María Vento-Kabchi                              | 6-2, 6-2      | Resultados |
| 2 | 25/07/1998 | Bielorrusia Minsk      | Dura       | Venezuela María Vento-Kabchi                                       | Bielorrusia Natasha Zvereva                               | 6-3, 3-6, 6-4 | Resultados |
| 2 | 25/07/1998 | Bielorrusia Minsk      | Dura       | Bielorrusia Olga Barabanschikova · Bielorrusia Nadejda Ostrovskaya | Venezuela Milagros Sequera · Venezuela María Vento-Kabchi | 7-5, 6-3      | Resultados |

## Ranking WTA

### Individual
| Año     | 1988 | 1989 | 1990 | 1991 | 1992 | 1993 | 1994 | 1995 | 1996 | 1997 | 1998 | 1999 | 2000 | 2001 | 2002 | 2003 | 2004 | 2005 | 2006 |
| Ranking | 534  | 415  | 403  | 515  | 550  | 207  | 165  | 87   | 139  | 48   | 43   | 111  | 105  | 177  | 153  | 44   | 49   | 63   | 317  |

### Dobles
| Año     | 1988 | 1989 | 1990 | 1991 | 1992 | 1993 | 1994 | 1995 | 1996 | 1997 | 1998 | 1999 | 2000 | 2001 | 2002 | 2003 | 2004 | 2005 | 2006 |
| Ranking | 462  | 553  | 171  | 565  | -    | -    | -    | -    | 753  | -    | 132  | 132  | 132  | 122  | 60   | 17   | 21   | 35   | 92   |